# Magellannellikerod
Magellan-Nellikerod (Geum magellanicum) er en flerårig, urteagtig plante med de fleste blade samlet i en grundstillet roset. Blomsterne er guldgule eller klart røde. Arten indgår i krydsninger, der bruges som prydplanter i haverne.

## Kendetegn
Magellan-Nellikerod er en staude med en grundstillet bladroset. Skuddene er oprette, svagt furede og fin hårede. De grundstillede blade er uligefinnede med omvendt ægformede småblade, der har grovtandet rand. Oversiden er græsgrøn og spredt dunhåret med forsænkede bladribber, mens undersiden er lysegrøn. Blomstringen foregår i april-maj , hvor man finder de nikkende blomster siddende i små, endestillede stande. De enkelte blomster er 5-tallige og regelmæssige med gule eller røde kronblade. Frøene er nødder med krogede vedhæng.
Rodsystemet består af en kraftig rodstok og nogle tykke hovedrødder . Planten indeholder tanniner (garvestoffer) og flere andre stoffer, der betinger brugen af udtræk hos mapuchefolket.
Magellan-Nellikerod når en højde på 0,50 m og en bredde 0,25 m.

## Hjemsted
Magellan-Nellikerod har sin naturlige udbredelse i de sydlige dele af Argentina og Chile. Her vokser arten i moser, enge og lyse skove i højder mellem 500 og 2.000 m. Den foretrækker vedvarende våd eller fugtig jord (og vokser endog i vand) med et højt humusindhold. I de argentinske departementer Futaleufú og Languiñeo, som ligger i den nordvestlige del af provinsen Chubut findes subantarktiske, løvfældende skove. Her er arten dominerende sammen med Lenga og en anden sydbøgeart, Antarktisk Sydbøg (Nothofagus antarctica), og her findes den sammen med bl.a. Acaena argentea og Acaena ovalifolia (begge er arter af slægten Tornnød), Andesceder, Berberis microphylla (en art af Berberis), Chile-Jordbær, Chiliotrichum diffusum, Chusquea culeou, Darwin-Berberis, Elymus andinus (en art af Kvik), Fru Heibergs hår, Galium hypocarpium og Galium richardianum (begge er arter af slægten Snerre), Glat Ærenpris, Gul Inkalilje, Hierochloe redolens (en art af Festgræs), Hvid Eskallonia, Hydrocotyle chamaemorus (en art af Frøbid), Krybende Kambregne, Lathyrus magellanicus (en art af Fladbælg), Luzula chilensis (en art af Frytle), Magellan-Korsrod, Maytenus boaria og Maytenus chubutensis (begge er arter af en slægt i Ananas-familien), Ribes cucullatum og Ribes magellanicum (begge er arter af Ribs-slægten), Schinus patagonicus (en art af Pebertræ), Senecio filaginoides og Senecio neaei (begge er arter af slægten Brandbæger), Sisyrinchium patagonicum (en art af slægten Blåøje), Solidago chilensis (en art af slægten Gyldenris), Trefliget Gummipude, Vicia magellanica (en art af slægten Vikke) og Viola maculata (en art af slægten Viol).

## Galleri
|  |  |  |